# مسجد الرحمانية
مسجد الرحمانية أو جامع الرحمانية هو أقدم مسجد في روبانديهى التابعة بهايراهاوا في نيبال، يعد المسجد أكبر وأشهر مسجد في منطقة روبانديهى في نيبال، تم اكتمال بناء المسجد في عام 1950، وهو واحد من أقدم مساجد نيبال .

## مدارسة فائز الإسلام الأشرفية العربية
هي أقدم مدرسة إسلامية في نيبال اسمها مدارسة فائز الإسلام الأشرفية العربية، وقد تأسس في عام 1950، مديرها الحالي هو حضرة مولانا فيض الله أشرفي، وإجمالا هناك ما مجموعه 200 طالب يدرسون في الوقت الحاضر في المدرسة من بينهم 20 طالب يسكنون في نزل المرسة، وهذه المدرسة واحدة من المدارس الإسلامية في هذا المجال والتي توفر مجانا التعليم الإسلامي والغذاء والسكن لطلاب النزل الداخلي، المواضيع التي يتلقاها لطلاب هي اللغة العربية واللغة الفارسية واللغة الأردية واللغة الإنجليزية واللغة النيبالية والرياضيات والعلوم والدراسات الاجتماعية والاقتصادية، المدرسة حاصلة على ترخيص من حكومة نيبال، وهناك معلمين لكل المواضيع والمواد، وجميع المعلمين في المدارسة مؤهلون، واقوم المدارسة حاليا بدورات إسلامية متعددة لغير الطلاب وهي :
- حفظ القرآن الكريم واعجاز القرآن .
- دورة العالم .
- دورة تدريبية للمعلم أو للمولى .
- تدريب الإمام والخطيب .
- الإفتاء .

## إمام مسجد الرحمانية
الإمام الأول لمسجد الرحمانية هو حضرة مولانا إسحاق شهاب من بلدة بانكاتوا من ولاية اوتار براديش في الهند، الإمام الثاني للمسجد هو الأستاذ مولوي نصر الدين خان من بلدة لار في الهند، ثم أتى بعده حضرة مولانا فيض الله أشرفي وهو الإمام الحالي منذ عام 1973، ومولانا فيض الله أشرفي ولد في في السابع من شهر أيلول من عام 1959 وهو عالم إسلامي، وهو من ولاية اوتار براديش في الهند، أصبح إمام مسجد الرحمانية منذ عام 1973، وفي الوقت الحاضر هو رئيس ومدير مدارسة فائز الإسلام الأشرفية العربية.

## الصور

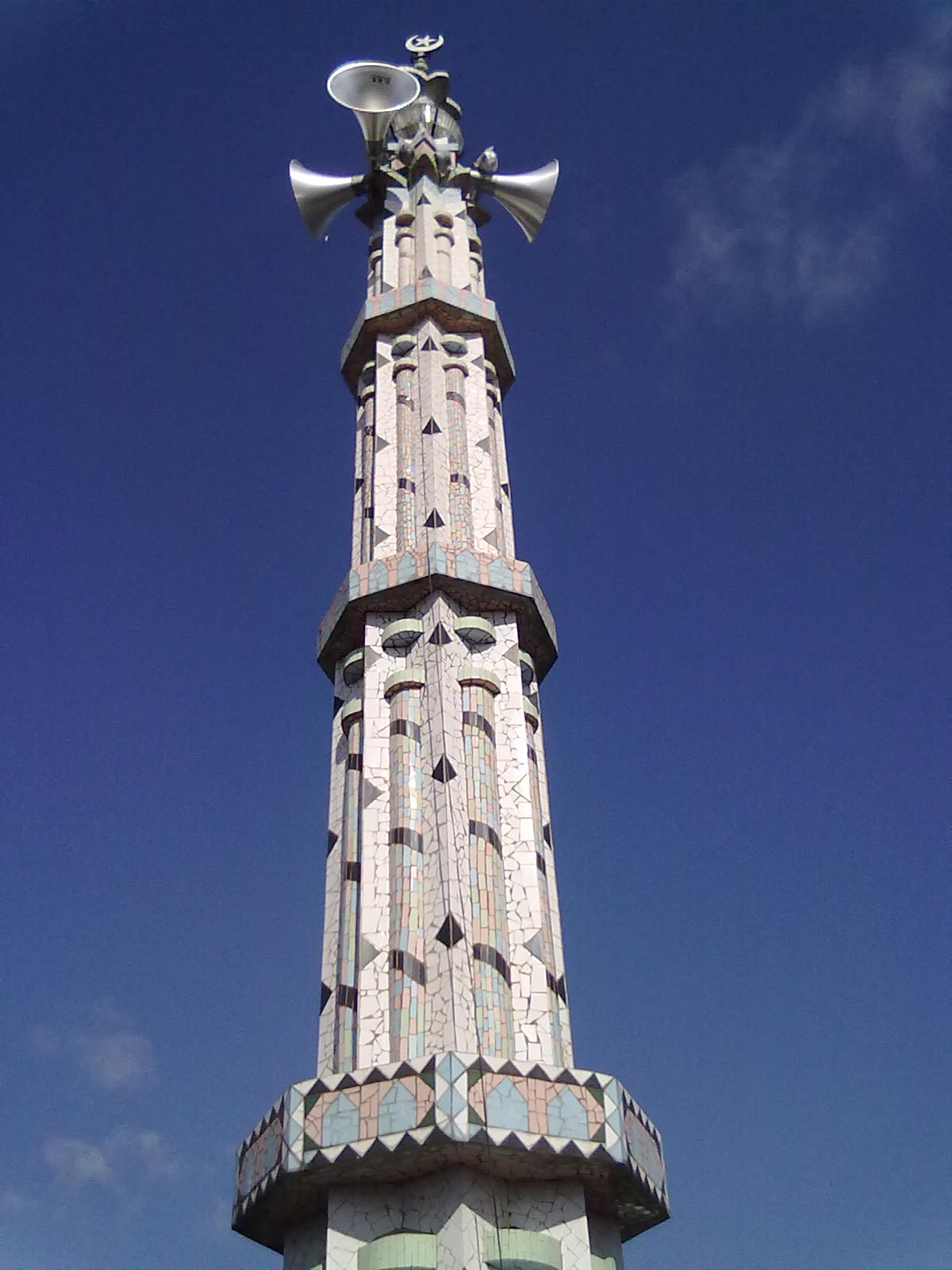
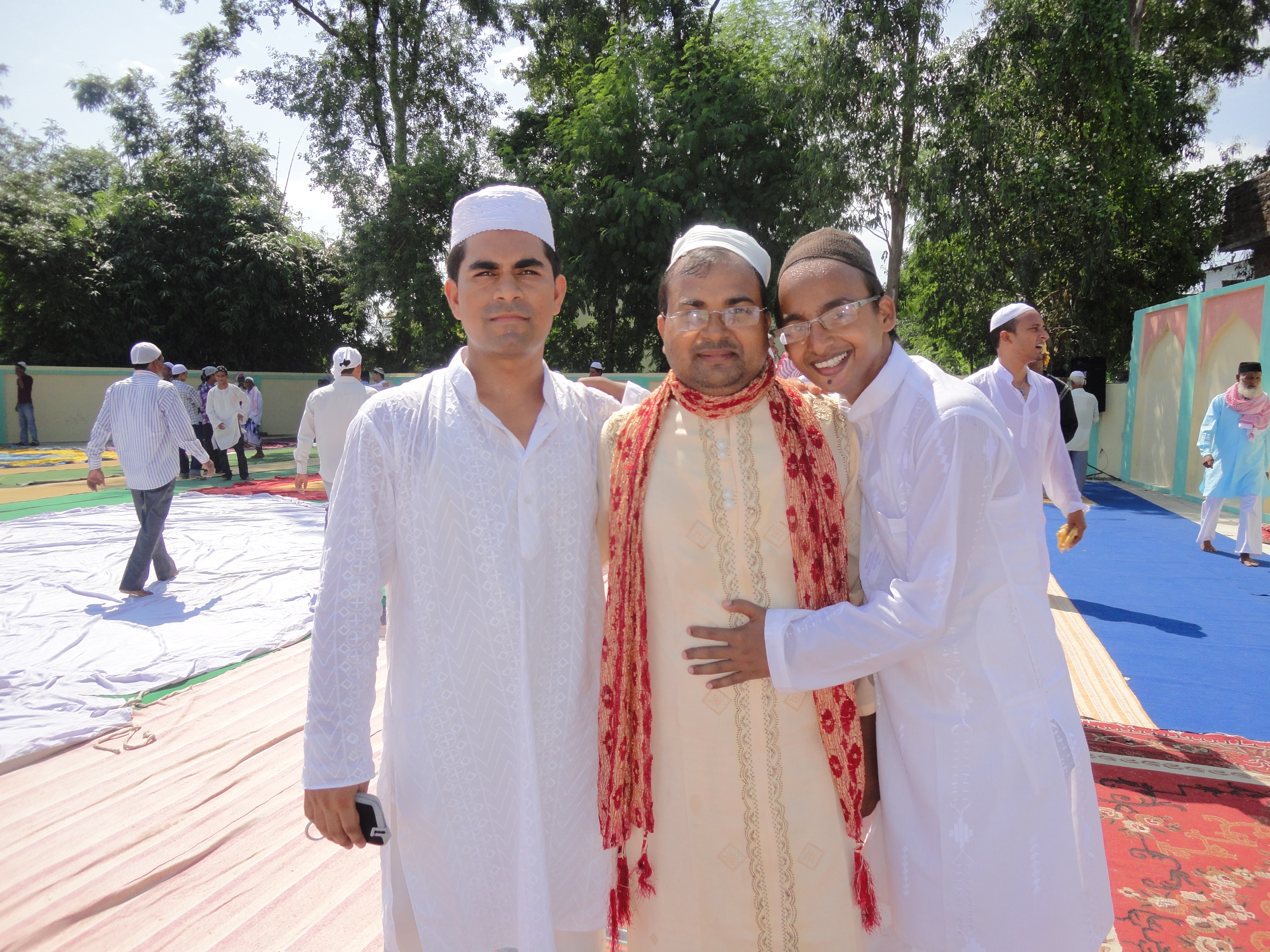
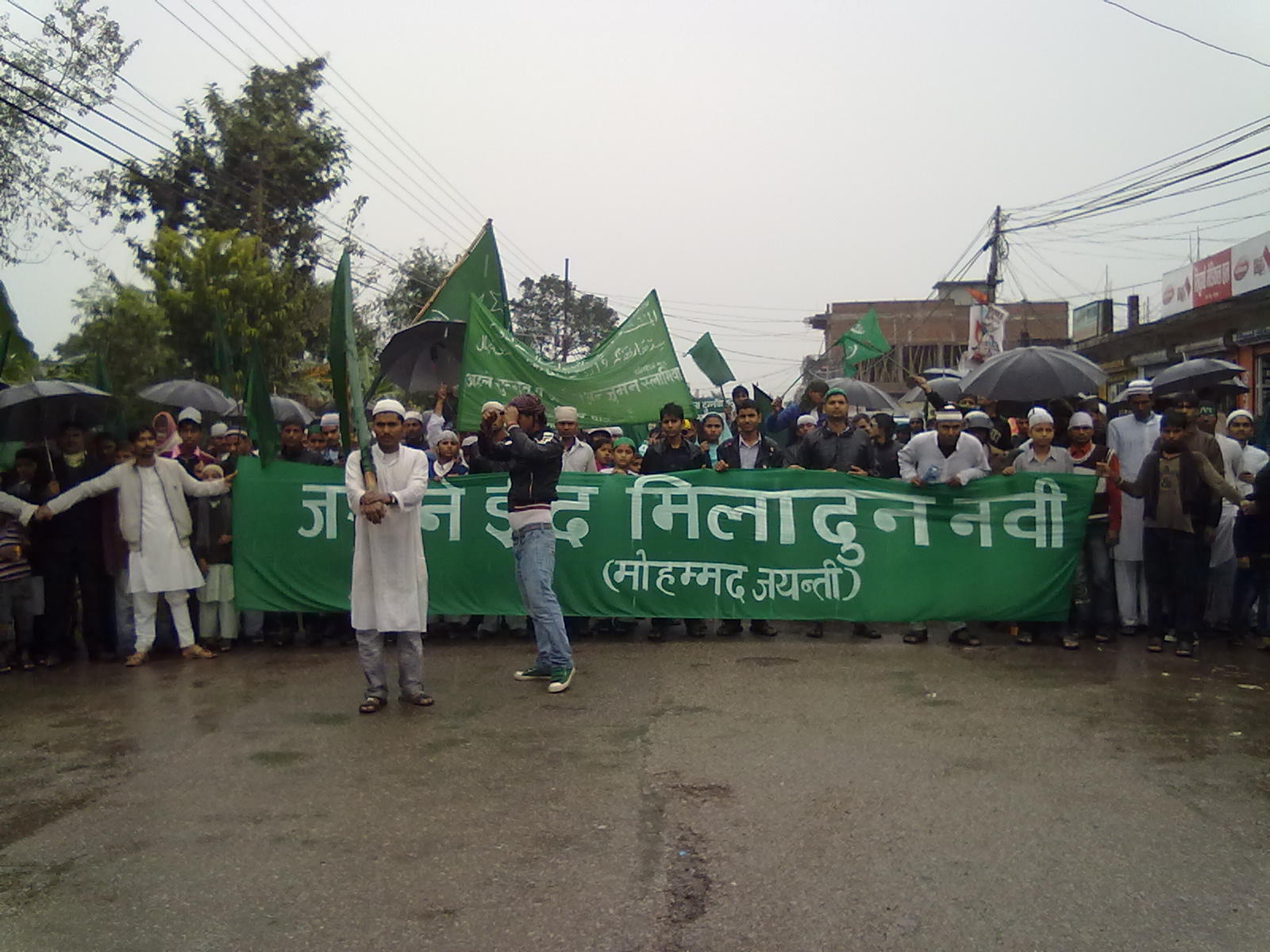
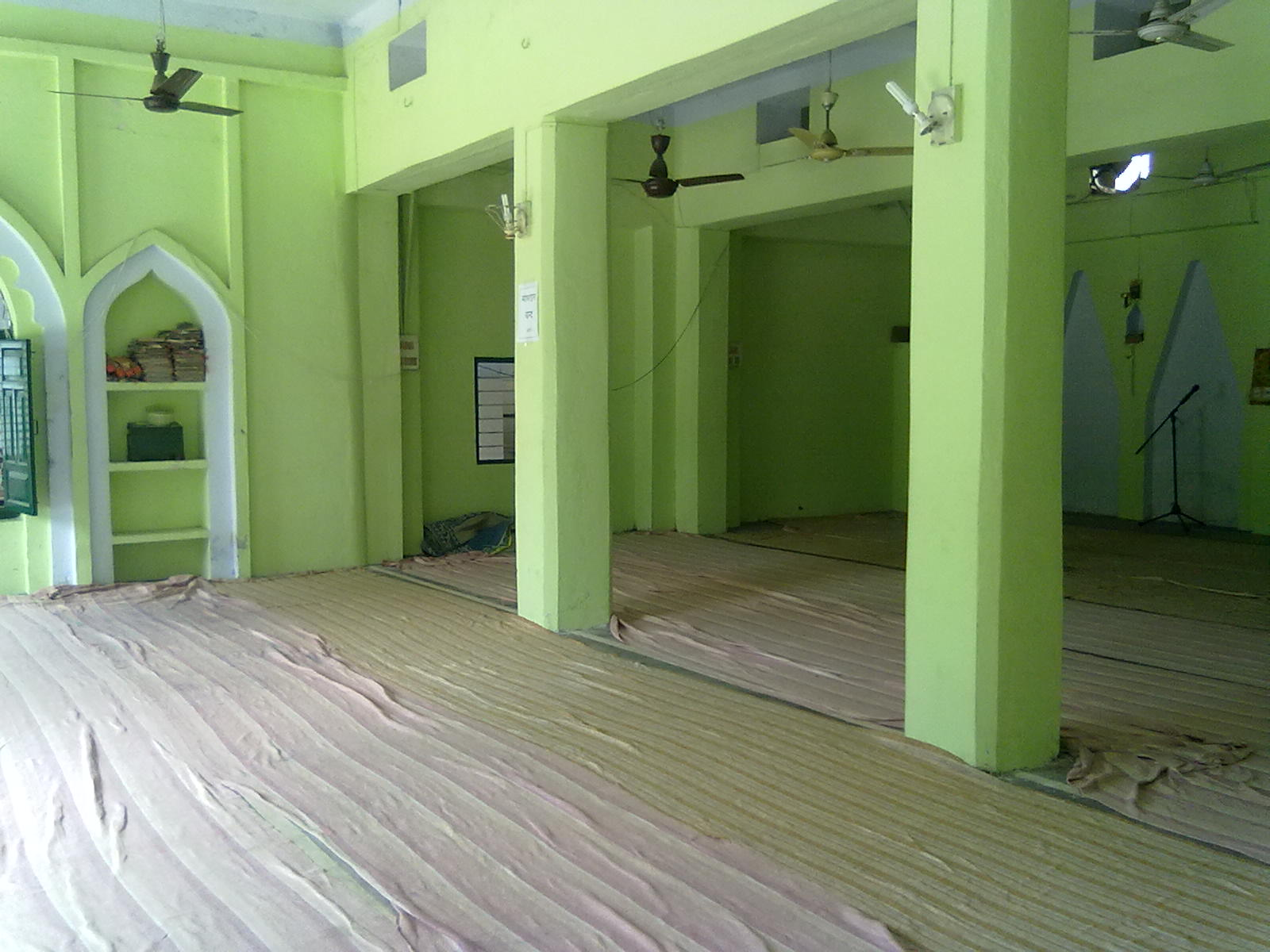
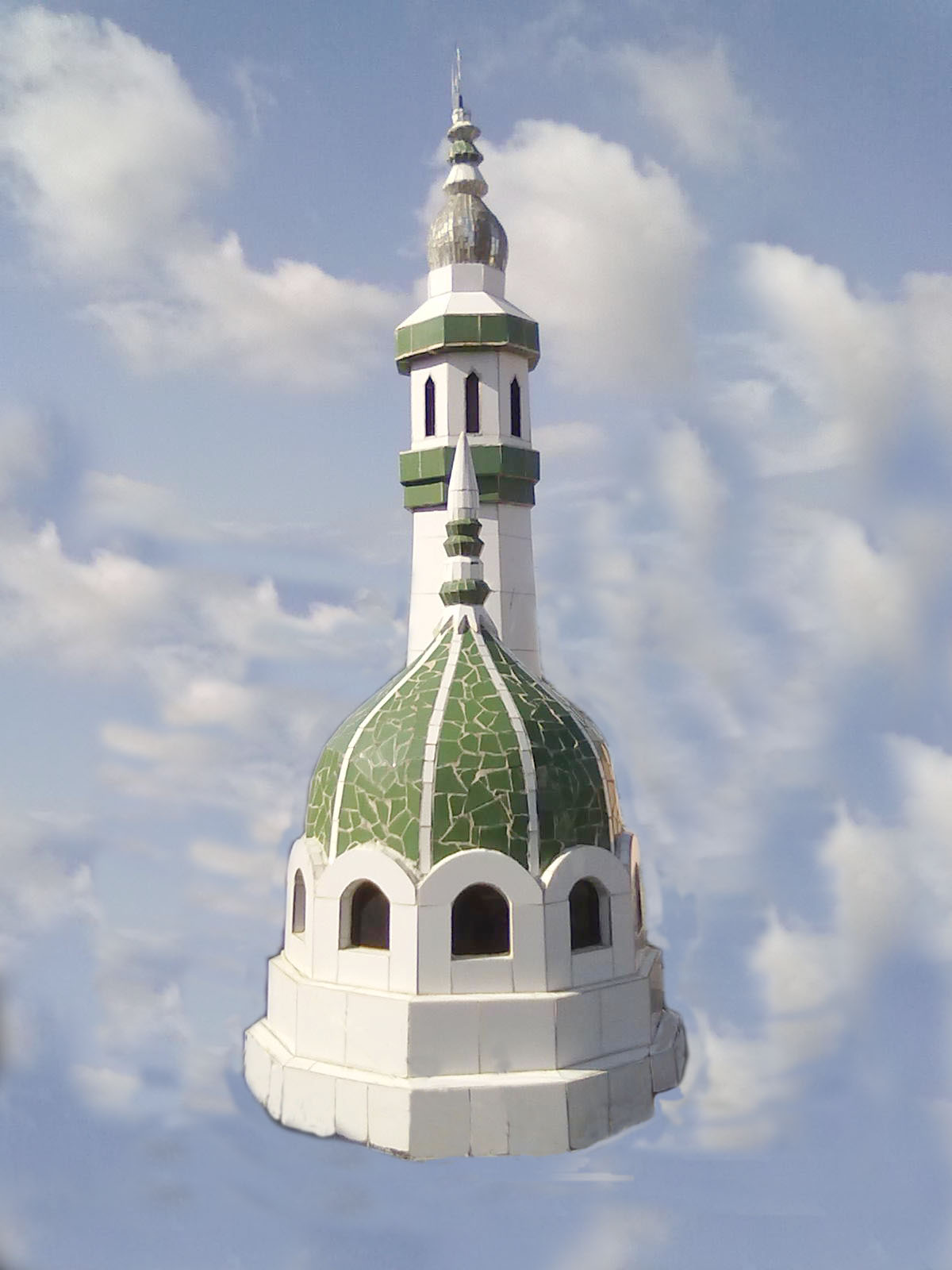
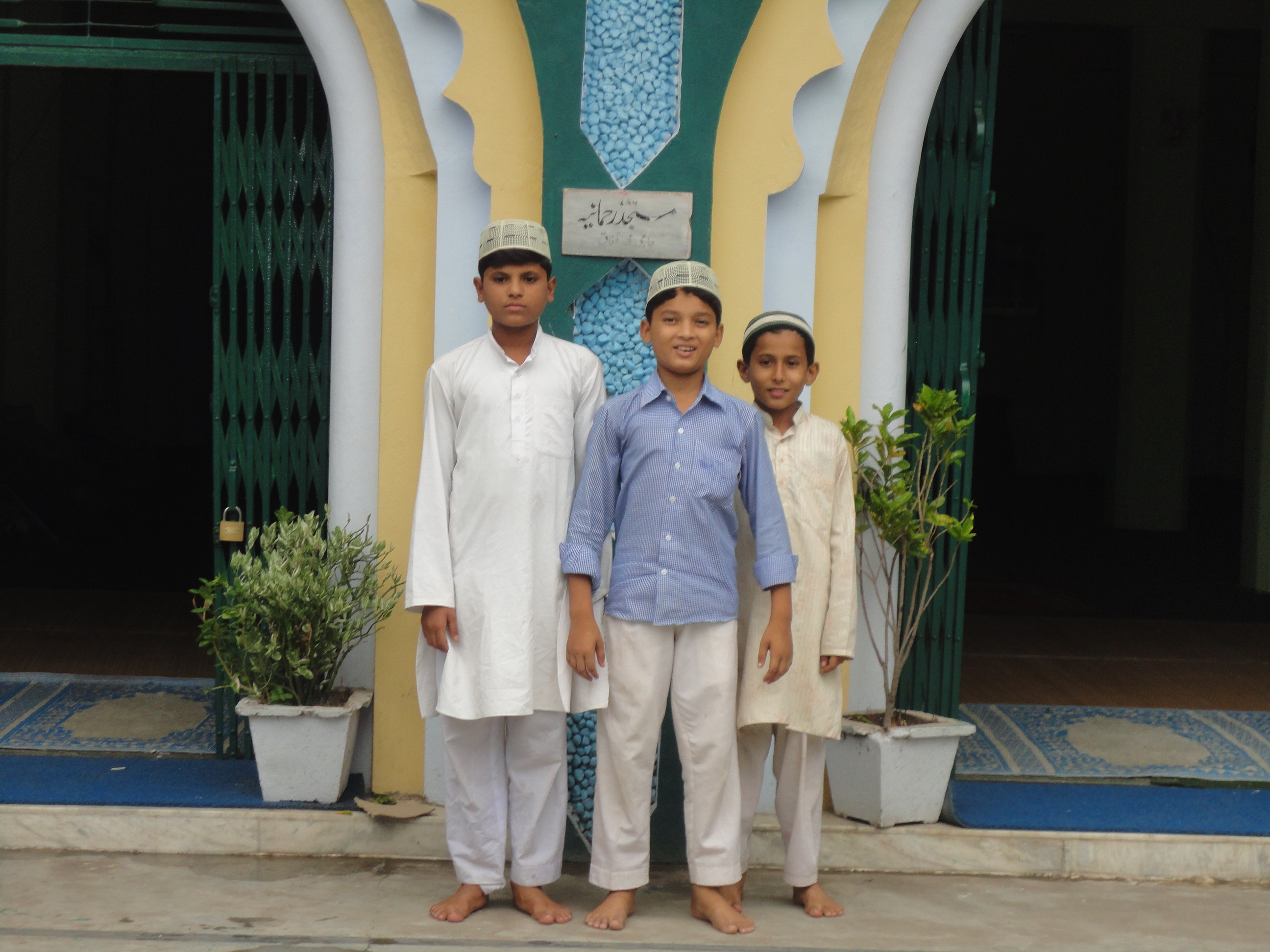